# ZERO!!
「ZERO!!」（ゼロ）は、栗林みな実の通算29作目のシングル。2013年4月24日にLantisから発売された。

## 概要
「初回限定盤」と「通常盤」の2形態で発売。前者には「ZERO!!」のMVを収録したDVDが同梱されている。
「ZERO!!」は、テレビアニメ『はたらく魔王さま！』のオープニングテーマとして制作され、歌詞は魔王一行の成長に希望と恋愛が織り交ぜられた内容となっている。タイトルの「ZERO!!」は、魔王一行が言葉や世界観が違う人間界で一から再出発する様子から付けられた。「好きじゃなかったら…」は、女の子の恋愛をテーマとした楽曲で、栗林自身の正月の切ない気持ちと女性ファンへのメッセージが込められている。サビに栗林の心情が集中しているという。
MVではバンド奏者と共演しているが、これはシングル「Love Jump」以来。ただし、「Love Jump」では映像効果のためにバンドメンバーは全身タイツを着込んでおり、いわゆるバンドスタイルでの撮影は栗林にとって初。

## 収録曲
| 全作詞: 栗林みな実。 |                                                                  |            |            |          |      |
| #                    | タイトル                                                         | 作詞       | 作曲       | 編曲     | 時間 |
| 1.                   | 「ZERO!!」(テレビアニメ『はたらく魔王さま！』オープニングテーマ) | 栗林みな実 | 中土智博   | 中土智博 | 4:03 |
| 2.                   | 「好きじゃなかったら…」                                          | 栗林みな実 | 栗林みな実 | 関野元規 | 5:14 |
| 3.                   | 「ZERO!! (off vocal)」                                           | 栗林みな実 |            |          |      |
| 4.                   | 「好きじゃなかったら… (off vocal)」                              | 栗林みな実 |            |          |      |
| 合計時間:            | 合計時間:                                                        | 合計時間:  | 合計時間:  | 18:37    |      |

| #  | タイトル               | 作詞 | 作曲・編曲 |
| -- | ---------------------- | ---- | ---------- |
| 1. | 「ZERO!!」(Music Clip) |      |            |